# Reuben Garrick
Pour les articles homonymes, voir Cleary.

a Compétitions nationales et continentales officielles uniquement.

Reuben Garrick, né le 30 juin 1997 à Sydney (Australie), est un joueur de rugby à XIII australien évoluant au poste de centre ou d'ailier. Il fait ses débuts en National Rugby League (« NRL ») avec les Sea Eagles de Manly-Warringah lors de la saison 2019. Il s'impose au poste d'ailier au cours de cette saison 2019 devenant l'un des meilleurs marqueurs de points de la NRL.

## Palmarès
- Collectif :
  - Vainqueur de la Coupe du monde de rugby à neuf : 2019 (Australie).

- Individuel :
  - Meilleur marqueur de points de la National Rugby League : 2021 (Manly-Warringah).
  - Élu meilleur ailier de la National Rugby League : 2021 (Manly-Warringah).

### En club

#### Statistiques
| Saison | Club                       | Compétition           | Matchs | Points | Essais | Goals | Drops |
| ------ | -------------------------- | --------------------- | ------ | ------ | ------ | ----- | ----- |
| 2019   | Manly-Warringah Sea Eagles | National Rugby League | 26     | 194    | 16     | 65    | -     |
| 2020   | Manly-Warringah Sea Eagles | National Rugby League | 17     | 98     | 4      | 41    | -     |
| 2021   | Manly-Warringah Sea Eagles | National Rugby League | 27     | 334    | 23     | 121   | -     |